# Saint-Colomban-des-Villards
Saint-Colomban-des-Villards là một xã thuộc tỉnh Savoie trong vùng Rhône-Alpes ở đông nam nước Pháp.